# Agrionympha kroonella
Agrionympha kroonella là một loài bướm đêm thuộc họ Micropterigidae. Nó được mô tả bởi Gibbs năm 2011. Loài này có ở Nam Phi, nơi nó chỉ được biết đến từ các dãy núi Drakensberg ở tỉnh Mpumalanga.
Chiều dài cánh trước từ 3,1–3,3 mm đối với con đực và con cái.